# Lina Medina

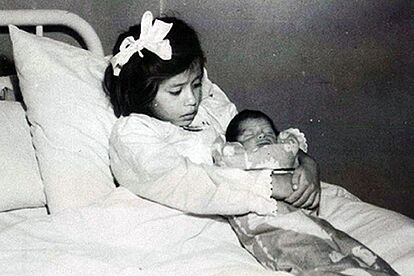
Lina Medina mit ihrem Sohn, 1939

Lina Medina (* 23. oder 27. September 1933 in Ticrapo in der Region Huancavelica, Peru) ging als jüngste Mutter der Welt sowie als jüngster bestätigter Fall von Pubertas praecox in die Geschichte der Medizin ein.

## Leben
Lina Medina wurde 1933 in Ticrapo geboren, in einem Dorf in den Anden in einer der ärmsten Gegenden Perus. Ihre Eltern waren Victoria Loza und Tiburcio Medina. Sie hatte acht Geschwister.
Im Alter von fünf Jahren begann Lina Medinas Bauchumfang stark zuzunehmen. Zunächst wurde vermutet, sie leide an einem Tumor im Bauchbereich. Nach Einlieferung in das Krankenhaus von Pisco wurde dort nach einer Röntgenuntersuchung ein vollständig entwickeltes kleines Skelett entdeckt. Lina war im siebten Monat schwanger.
Am 14. Mai 1939 – im Alter von fünf Jahren, sieben Monaten und einigen Tagen – gebar Lina Medina ihren ersten Sohn Gerardo in Lima. Die Ärzte Gerardo Lozada, Alejandro Busalleu und Rolando Colareta führten den Kaiserschnitt durch, der medizinisch aufgrund des kleinen Beckens notwendig war. Das Kind wog 2700 g bei der Geburt und war normal entwickelt. Während der Operation untersuchten die Ärzte Lina Medinas Körper und entnahmen Gewebeproben. Die Geburt war von großem Interesse seitens der peruanischen Medien begleitet, sodass das Krankenhaus von der Polizei geschützt werden musste.
Lina Medina erhielt keine finanzielle oder andere Unterstützung seitens des peruanischen Staates in ihrer schwierigen Situation. Nach der Geburt ihres Sohnes wurde Lina Medina von „Hunderten von Vertretern („representatives“) aufgesucht, die für Geld ihre Situation medienwirksam (z. B. in Filmen) ausnutzen wollten“. Die Ärzte schlugen diese Offerten aus – gegen den Widerstand ihres Vaters Tiburelo Medina, der sich Vorteile für seine Familie erhoffte. Der Plan, sie und ihren Sohn auf der New York World’s Fair auszustellen, wurde von der peruanischen Regierung vereitelt. Die Familie kehrte vorerst in ihr Heimatdorf zurück.
Die Gewebeproben und Lina selbst wurden noch im selben Jahr von Edmundo Escomel untersucht, einem der wichtigsten peruanischen Medizinforscher seiner Zeit. Lina Medina litt an Pubertas praecox (vorzeitig eintretender Pubertät). Lina bekam nach ihren eigenen Angaben ihre erste Menstruation mit zweieinhalb Jahren, nach anderen Angaben mit drei Jahren. Fortpflanzungsorgane, Körperbehaarung und Knochenhärte befanden sich zu diesem Zeitpunkt im Erwachsenenstadium. Lina Medina konnte weder über den Vater des Kindes noch über die Umstände ihrer Empfängnis Aussagen treffen. Linas Vater wurde mit Verdacht auf Vergewaltigung und Inzest verhaftet, aber aus Mangel an Beweisen wieder entlassen.
Im Jahr 1941 wurde Lina Medina von Paul Kosak, Kinderpsychologe an der Columbia University (USA), untersucht. Paul Kosak machte mit ihr eine Reihe von Intelligenztests, bei denen er Linas überdurchschnittliche Intelligenz feststellte und so ihr Alter bestätigte. Kosak untersuchte auch ihren Sohn Gerardo, dem er eine körperlich und seelisch gute Entwicklung attestierte. Weiterhin bemerkte er, dass Lina wie auch der Rest der Familie ihren Sohn als ihren kleinen Bruder betrachten.
Lina Medina wurde später nach Lima gebracht. Ihr Sohn Gerardo verblieb in der Familie seiner Großeltern in Ticrapo und besuchte dort die Schule. Ab 1952 wohnte er auch in Lima und stand in täglichem Kontakt zu seiner Mutter.
Lina Medina absolvierte eine Ausbildung, die ihr Gerardo Lozadal, einer der Geburtshelfer und Namensgeber ihres Sohnes, ermöglichte. Später arbeitete sie als Sekretärin in seiner Praxis.
Medina heiratete um 1970 Raul Jurado. Die beiden hatten zusammen einen Sohn, den Lina Medina 1972 im Alter von 38 Jahren gebar. Er lebt heute in Mexiko.
Lina Medina lebte zusammen mit ihrem Ehemann Raul Jurado in Chicago Chico (Klein-Chicago), einer informellen Siedlung im Umkreis von Lima. Sie gab keine Interviews.

## Lina Medinas Sohn Gerardo Alejandro Medina
Gerardo Medina wuchs in der Familie seiner Großeltern in Ticrapo auf. Er besuchte die Schule und war dort als sehr guter Schüler und Waldhornspieler bekannt. Er erfuhr erst im Alter von zehn Jahren, dass Lina seine Mutter war; bis dahin dachte er, sie sei seine Schwester.
Im Jahr 1952 gab Gerardo einem peruanischen Journalisten ein Interview. Er kam anschließend auf Wunsch seiner Mutter und mit finanzieller Unterstützung des Arztes Gerardo Lozada nach Lima, der dort seinen weiteren Schulaufenthalt finanzierte.
Gerardo Medina starb 1979 im Alter von 40 Jahren an einer Knochenkrankheit; Zusammenhänge zwischen dem jungen Alter seiner Mutter zum Zeitpunkt seiner Geburt und seiner Krankheit wurden nicht gefunden.

## Belege
1. 1 2  José Sandoval Paredes: Madre a los cinco años. El parto por Cesarea. In: Ginecol Obstet. 2002, S. 127–131, abgerufen am 7. Januar 2024.
2. 1 2 3 4  Six decades later, world's youngest mother awaits aid. Abgerufen am 7. Januar 2024.
3. ↑  Elgar Brown: American scientists await U.S. visit of youngest mother: Peruvian girl and baby will be exhibited. In: San Antonio Light/Chicago Evening American, 11. Juli 1939, S. 2A
4. 1 2 3 4 5  Cedar Rapids Gazette Archives, Oct 30, 1955, p. 18. 30. Oktober 1955, abgerufen am 7. Januar 2025 (englisch).
5. ↑  Chicago Tribune. 6. Januar 2025, abgerufen am 7. Januar 2025 (amerikanisches Englisch).
6. ↑  Wenn Kinder Babys bekommen: Das ist die jüngste Mutter der Welt. 5. September 2024, abgerufen am 7. Januar 2025.
7. ↑  Edmundo Escomel: L'ovaire de Lina Medina, la Plus Jeune Mère du Monde. In: La Presse Médicale 47 (94), 19. Dezember 1939, S. 1648
8. ↑  David Mikkelson: Was the World's Youngest Mother Only 5 Years Old? 21. Juli 2004, abgerufen am 7. Januar 2025 (englisch).
9. ↑  TIME: PERU: Little Mother. 16. Dezember 1957, abgerufen am 7. Januar 2025 (englisch).

| Personendaten    | Personendaten                                 |
| ---------------- | --------------------------------------------- |
| NAME             | Medina, Lina                                  |
| ALTERNATIVNAMEN  | Medina, Lina Vanessa                          |
| KURZBESCHREIBUNG | peruanische junggebärende Frau                |
| GEBURTSDATUM     | um 23. September 1933 oder 27. September 1933 |
| GEBURTSORT       | Ticrapo, Peru                                 |